# Dipsas tenuissima
Espèce
Statut de conservation UICN

 NT  : Quasi menacé
Dipsas tenuissima  est une espèce de serpents de la famille des Dipsadidae.

## Répartition
Cette espèce se rencontre au Panama et au Costa Rica.

## Description
L'holotype de Dipsas tenuissima mesure 555 mm dont 165 mm pour la queue.

## Publication originale
- Taylor, 1954 : Further studies on the serpents of Costa Rica. The University of Kansas Science Bulletin, vol. 36, no 11, p. 673-800 (texte intégral).